# Benthosphaera guaware
Benthosphaera guaware is een pissebed uit de familie Sphaeromatidae. De wetenschappelijke naam van de soort is voor het eerst geldig gepubliceerd in 1994 door Bruce.